# Raccolta
La raccolta dei frutti della natura è un'attività ancestrale dell'uomo per millenni cacciatore-raccoglitore.
Di conseguenza in agricoltura e in orticoltura, è il processo finalizzato a portare la produzione delle colture dal luogo di nascita e maturazione all'immagazzinamento per il loro successivo consumo o utilizzo. Il prodotto di questa operazione viene definita raccolto o raccolta.

## Tipologie di raccolta
In particolare, a seconda della tipologia di coltura, si hanno terminologie più specifiche:
- mietitura: raccolta dei cereali
- vendemmia: raccolta delle uve da vino
- fienagione: raccolta dell'erba da fieno

## Galleria d'immagini

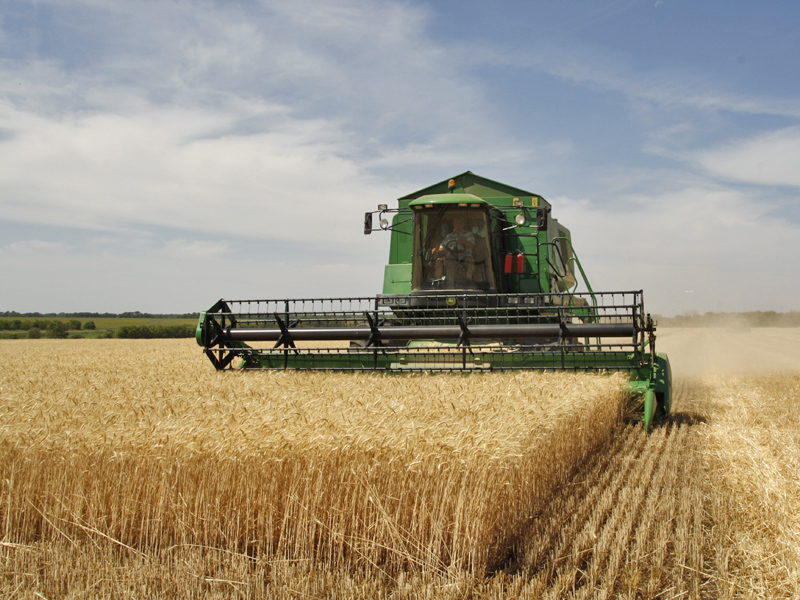
Raccolta in agricoltura a Volgograd, Russia
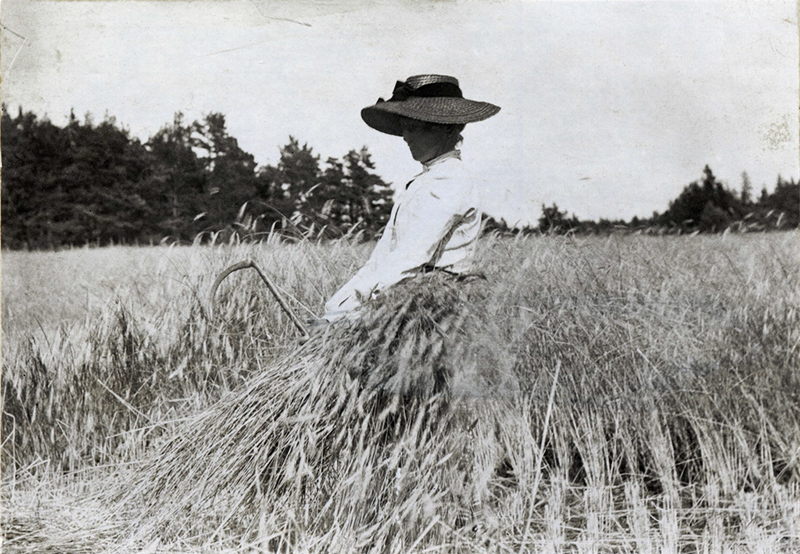
raccolta segale a Gotland, Svezia, 1900-1910.
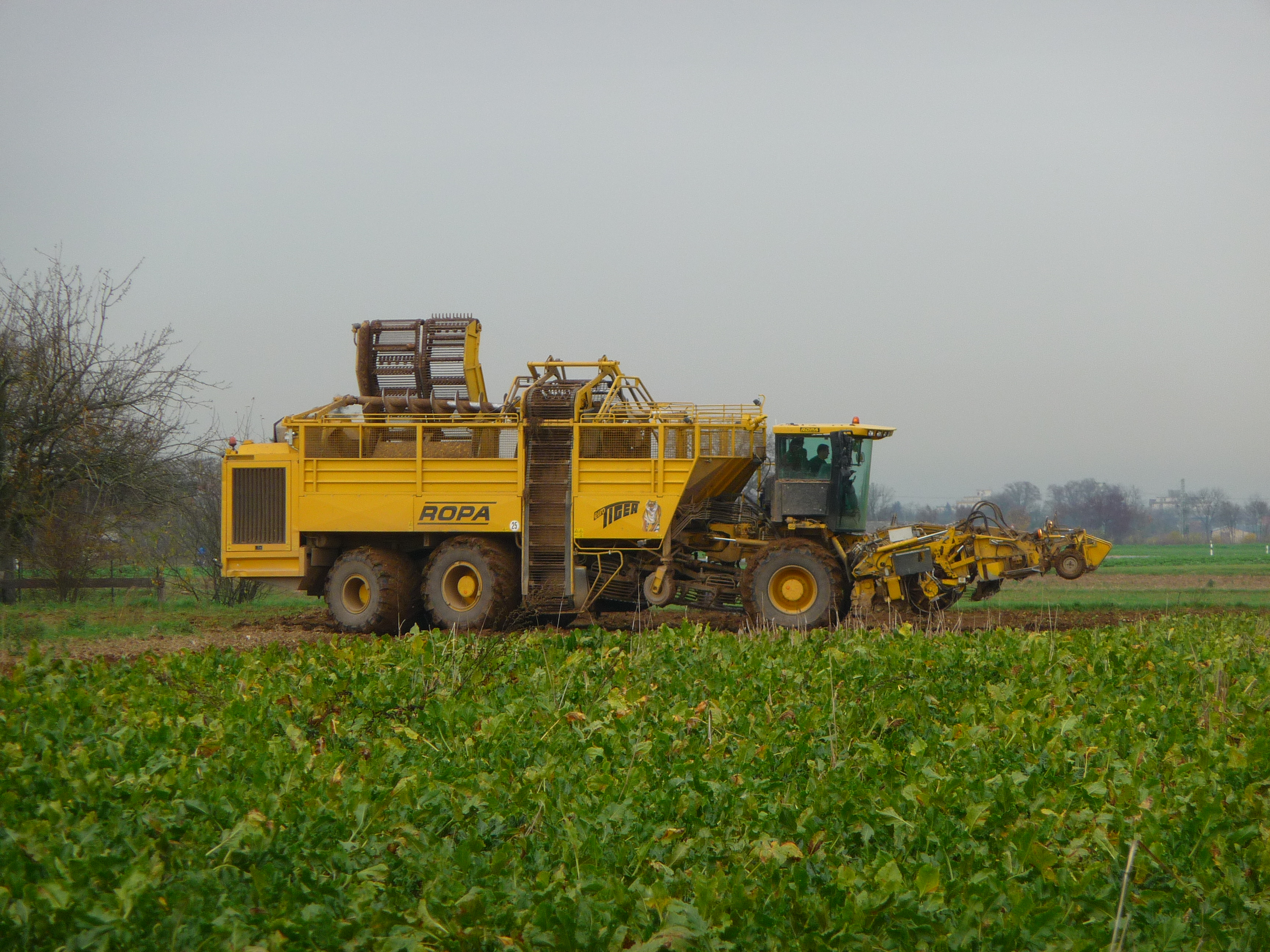
Raccolta della barbabietola da zucchero. Baden-Württemberg, Germania.
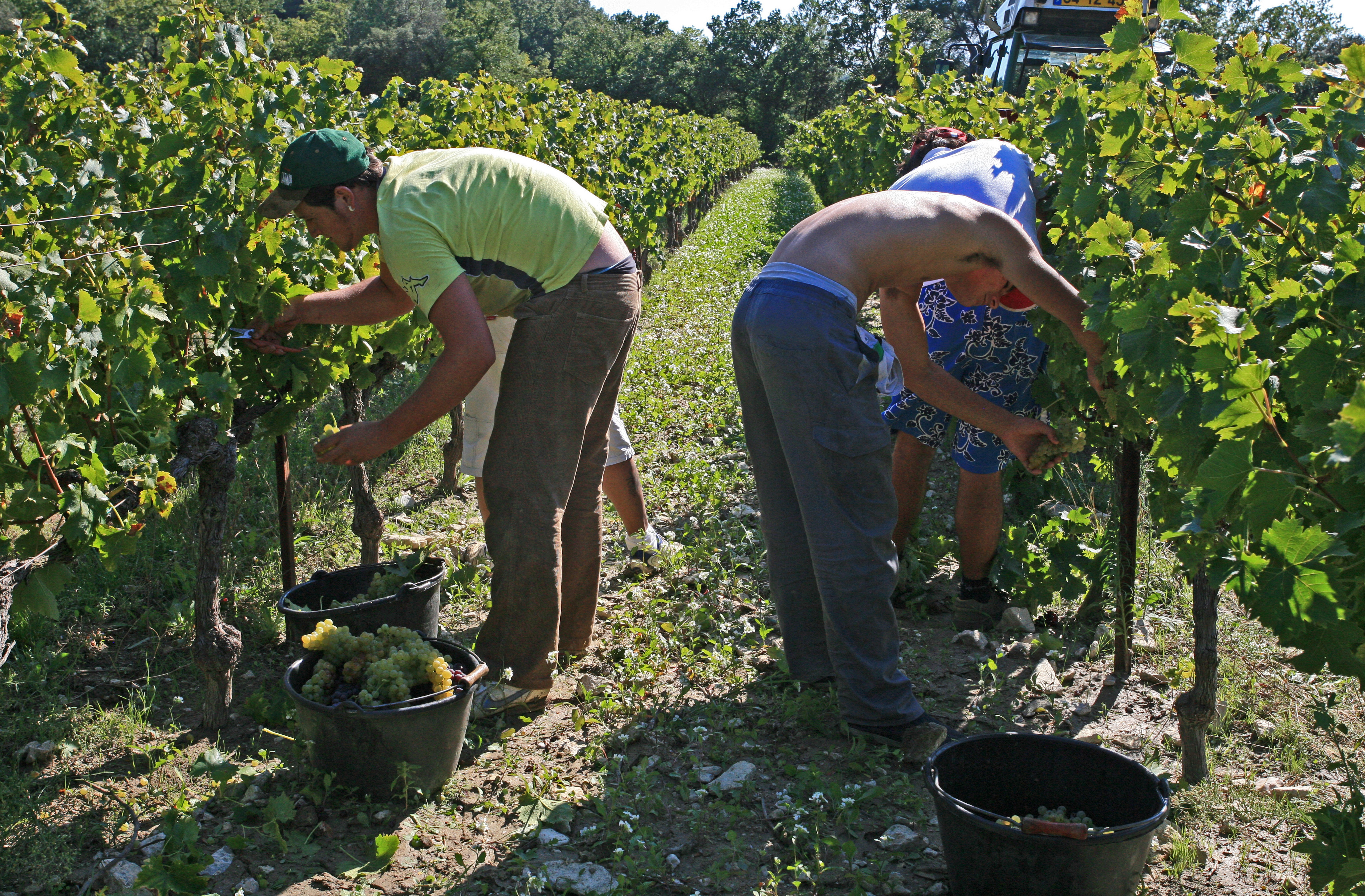
Vendemmia a Beaumes-de-Venise in Vaucluse, Francia
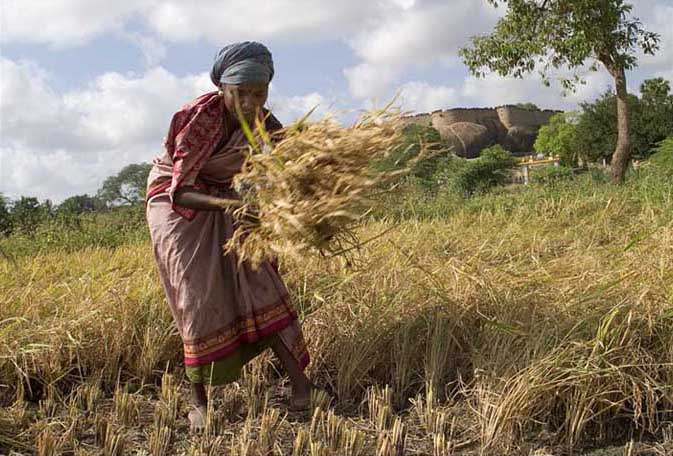
raccolta manuale a Thirumayam, Pudukkottai, Tamil Nadu, India